# Rabenstein/Fläming
Rabenstein/Fläming est une commune allemande de l'arrondissement de Potsdam-Mittelmark, Land de Brandebourg.

## Géographie
Rabenstein/Fläming se situe dans la vallée de la Plane et sa source, au sein du parc naturel du Hoher Fläming.
La commune comprend les quartiers de Buchholz b. Niemegk, Garrey, Groß Marzehns, Klein Marzehns, Raben et Rädigke.
|            | Bad Belzig Planetal | Niemegk        |
| Wiesenburg | Rabenstein/Fläming  | Treuenbrietzen |
| Coswig     | Wittemberg          |                |

Rabenstein/Fläming se trouve sur la Bundesautobahn 9. Son territoire est traversé par la véloroute européenne R1, le tour de Brandebourg et le sentier européen E11.

## Histoire
La commune est née en juillet 2002 de la fusion volontaire des communes de Buchholz bei Niemegk, Garrey, Groß Marzehns, Klein Marzehns, Raben et Rädigke.

## Personnalités liées à la commune
- Heidemarie Wycisk (née en 1949), athlète.

## Source
- (de) Cet article est partiellement ou en totalité issu de l’article de Wikipédia en allemand intitulé « Rabenstein/Fläming » (voir la liste des auteurs).